# Friedrich Wilhelm von Krause
Friedrich Wilhelm Krause, ab 1873 Friedrich Wilhelm von Krause (* 7. Dezember 1802 in Liebenwalde; † 13. November 1877 in Berlin) war ein deutscher Weinhändler, Privatbankier und Industrieller, der von den Berlinern auch Weinkrause genannt wurde. Er gründete in seiner Weinhandlung ein privates Bankgeschäft, das im Zuge der Weltwirtschaftskrise 1929/1930, also sechzig Jahne später, unter dem Geschäftsführer Heinz von Boettinger in Konkurs ging.

## Leben
Friedrich Wilhelm, Hauptrufname Wilhelm, wurde als Sohn des Predigers Christian Wilhelm Krause (1753–1813) und dessen Ehefrau Anna Elisabeth geborene Ziesemer (1770–1830) geboren. Letztere war ebenfalls die Tochter eines Pfarrers. Nach dem Schulbesuch nahm Friedrich Wilhelm Krause im Alter von 14 Jahren eine kaufmännische Lehre in der preußischen Residenzstadt Berlin auf. Hier gründete er im Jahre 1827 in der Alten Grünstraße eine Weinhandlung, die sich im Laufe der Zeit zu einer der größten Weinhandlungen Berlins entwickelte. Dort eröffnete er im Jahre 1858 ein Bankgeschäft, aus dem sich die Privatbank F. W. Krause & Co. Bankgeschäft Kommanditgesellschaft entwickelte.
Ende der 1850er Jahre erwarb Wilhelm Krause mehr als 50 Prozent der Aktien des 1827 vom Aktienverein gegründeten Eisenhüttenwerk Neusalz an der Oder, in dem auch Wasserkräne, Heizöfen und Haushaltskochtöpfe hergestellt wurden. Friedrich Wilhelm von Krause löste 1858 den Aktienverein Eisenhütte Neusalz auf, seit 1862 war er daraufhin alleiniger Besitzer des dortigen Eisenhütten- und Emaillierwerks. Krause ließ den Hochofen auf diesem Werk bis zu seinem Todesjahr betreiben und dann stilllegen. Die Weiterproduktion erfolgte mit Kupolofen und wurde von seinem gleichnamigen Sohn Wilhelm Friedrich jun. von Krause fortgeführt, der wiederum auch kurz Gutsbesitz in Altgaul besaß.
Am 22. Februar 1873 wurde der Geheime Kommerzienrat Friedrich Wilhelm Krause durch König Wilhelm I. in den preußischen Adelsstand erhoben.
Das Grabmal von Friedrich Wilhelm von Krause hat sich bis heute auf dem Friedhof II der Dreifaltigkeitsgemeinde in Berlin-Kreuzberg erhalten.

## Familie
Friedrich Wilhelm Krause heiratete 1835 in Berlin Florentine ("Flora") geborene Gallisch (1816–1873). Aus der Ehe ging der Sohn Friedrich Wilhelm von Krause (1838–1923) hervor. Seine Ehefrau Flora fand ihre letzte Ruhestätte neben Friedrich Wilhelm von Krause auf dem Friedhof in Berlin-Kreuzberg. Der Enkel Wilhelm von Krause (1862–1893) heiratete 1888 Viktoria von Westarp, die jüngere Schwester Kuno von Westarps.